# خانيآب (مقاطعة فيروزآباد)
خانيآب (بالفارسية: خانی‌آب) هي قرية تقع في قسم جايدشت الريفي في إيران. يقدر عدد سكانها بـ 15 نسمة بحسب إحصاء 2016.